# Coelichneumon nigroindicum
Coelichneumon nigroindicum är en stekelart som beskrevs av Kim 1955. Coelichneumon nigroindicum ingår i släktet Coelichneumon och familjen brokparasitsteklar. Inga underarter finns listade i Catalogue of Life.